# Monster Butler
Monster Butler é um longa-metragem dirigido por Douglas Rath e escrito por Peter Bellwood, a ser lançado no ano de 2013. O elenco conta com Gary Oldman e Evanna Lynch.

## Enredo
A história real do serial-killer Roy Fontaine, que traçou uma linha sangrenta pela Inglaterra e Escócia, sendo contratado como mordomo, roubando seus patrões e, em alguns casos, os assassinando. Fontaine matou seu irmão ilegítimo e outras cinco pessoas antes de ser preso e condenado à prisão perpétua.

## Elenco
| Ator              | Papel               |
| ----------------- | ------------------- |
| Gary Oldman       | Wiggy               |
| Dominic Monaghan  | David Wright        |
| Evanna Lynch      | Fiona Carrick-Smith |
| Malcolm McDowell  | Roy Fontaine        |
| Joanne Whalley    | Mary Coggle         |
| Geoff Bell        | Michael Kitto       |
| Jessica Salgueiro | Trixie              |
| Stuart Sinclair   | Vladimir            |
| Richard Jack      | Lionel McGowan      |
| Elaine Blair      | Violet Hall         |
| Ruth McGhie       | Doris               |
| Sian Mannifield   | Sra. Adams          |